# Die drei Bäume
Die drei Bäume ist eine Kurzgeschichte von Anna Seghers, die 1940 entstand und 1946 im Juni-Heft des „Neuen Deutschland“ in Mexiko erschien.

## Inhalt
Der Baum des Ritters
Um 1940 fanden Holzfäller in den Argonnen im hohlen Stamm einer steinalten Buche einen Ritter in voller Rüstung. Als Kämpfer Karls des Kühnen von Burgund hatte er sich auf der Flucht vor den Kämpen König Ludwigs XI. in den Baum verkrochen. Die Buche hatte den Ritter nicht freigegeben. So war er elendiglich umgekommen. 
Der Baum des Jesaias
Ein Leben lang hatte der standhafte Prophet Jesaias sein Volk unerschrocken in den Kampf geführt. So auch jetzt. Nun nach der letzten Schlacht liegen seine Männer erschlagen. Schweigen kommt auch von oben. Jenes höhere Wesen, dem er ein Leben lang gefolgt war, hat nichts mehr zu sagen. Jesaias bekommt Angst und verkriecht sich vor den Häschern in einen hohlen Zedernstamm. Gelegenheit zur Flucht gibt es, aber Jesaias bleibt vor lauter Angst in seinem Versteck und wird am nächsten Tag von den Waldarbeitern mitsamt dem Stamm zersägt. 
Der Baum des Odysseus
Als Odysseus nach langer Fahrt zur Gattin heimkehrt, ist die Unsicherheit der Frau groß. Ist der Ankömmling wirklich ihr Ehemann? Sie weiß es wirklich nicht. Wie nun weiter? Aus Verlegenheit schlägt sie vor, dem Manne soll nun sein Bett herbeigetragen werden. Nicht möglich, entgegnet Odysseus und erzählt von jener weit zurückliegenden Zeit, von jener Nacht in einem unverrückbaren Hochzeitsbett. Odysseus hatte damals dieses Lager aus dem Stumpf eines einzigen starken Baumes herausgeschnitten. Auf einmal hat die Frau Sicherheit. Der Ankömmling kann nach seiner einzigartigen Kenntnis ihrer Ehegeschichte eigentlich nur Odysseus sein.

## Interpretation und Rezeption
Von Baum zu Baum geht es weiter zurück in die Geschichte der Menschheit. Der Ritter zwängt sich im 15. Jahrhundert in die Buche, hingegen der Prophet verbirgt sich im 8. Jahrhundert vor Christi Geburt in dem Zedernstamm. Odysseus schließlich soll um das 13. Jahrhundert vor Christi heimgekehrt sein. Schrade hat auf den Zusammenhang der drei Baumgeschichten hingewiesen und konstatiert, das sei kein vordergründig politisch motivierter Text. Vielmehr würden Existenzfragen des mit dem Tode bedrohten Flüchtlings im Exil gespiegelt. Also erzähle Anna Seghers von ihren Todesängsten in Frankreich. Den Zusammenhang der drei kleinen Geschichten betreffend ist auch noch das Verhältnis von Natur und Mensch über die genannten Zeiten hinweg angesprochen worden. Erst einmal verhalte sich die Natur immer gleichgültig gegenüber dem Menschen. Die Buche grünt und blüht wie eh und je, so herzerweichend der darin eingeklemmte Ritter darin sterbend auch schreien und zuletzt wimmern mag. Es gehe vorwiegend um den Wandel des Verhältnisses des Menschen zur Natur. Wird nun die Zeit von der fernen Vergangenheit ausgehend durchlaufen, so hatte Odysseus noch ein natürliches Verhältnis zum Baum. Von seinem Baumstumpf-Bett konnte er jederzeit aufstehen und weglaufen. Jesaias hingegen kommt vor lauter Angst aus dem hohlen Zedernstamm nicht heraus, obwohl er es doch gekonnt hätte. Auf den Ritter in der anbrechenden Neuzeit aber wirkt Natur in Gestalt der altehrwürdigen kraftstrotzenden Buche buchstäblich erdrückend. 
Auch Neugebauer denkt an Emigrantenschicksal. Während in den ersten beiden Geschichten die Motive offensichtlich  Persönlichkeitsverlust infolge von Flucht und Furcht seien, gehe es in der letzten um „Entfremdung und Vertrauensverlust“.
Sonja Hilzinger zitiert Frank Quilitzschs Betrachtung der „existentiellen Dimension“ des Textes: Vom Ritter über Jesaja bis zu Odysseus. Anna Seghers´ Triptychon „Die drei Bäume“ und merkt an, Anna Seghers soll sich 1963 gegenüber dem sowjetischen Freunde Steshinski brieflich zum Schreibanliegen geäußert haben.

### Textausgaben
Verwendete Ausgabe
- Die drei Bäume. S. 273–276 in: Anna Seghers: Erzählungen 1926–1944. Band IX der Gesammelten Werke in Einzelausgaben. 367 Seiten. Aufbau-Verlag Berlin 1981 (2. Aufl.), ohne ISBN

### Sekundärliteratur
- Heinz Neugebauer: Anna Seghers. Leben und Werk. Mit Abbildungen (Wissenschaftliche Mitarbeit: Irmgard Neugebauer, Redaktionsschluss 20. September 1977). 238 Seiten. Reihe „Schriftsteller der Gegenwart“ (Hrsg. Kurt Böttcher). Volk und Wissen, Berlin 1980, ohne ISBN
- Andreas Schrade: Anna Seghers. Metzler, Stuttgart 1993 (Sammlung Metzler Bd. 275 (Autoren und Autorinnen)), ISBN 3-476-10275-0
- Sonja Hilzinger: Anna Seghers. Mit 12 Abbildungen. Reihe Literaturstudium. Reclam, Stuttgart 2000, RUB 17623, ISBN 3-15-017623-9